# Archie Moore

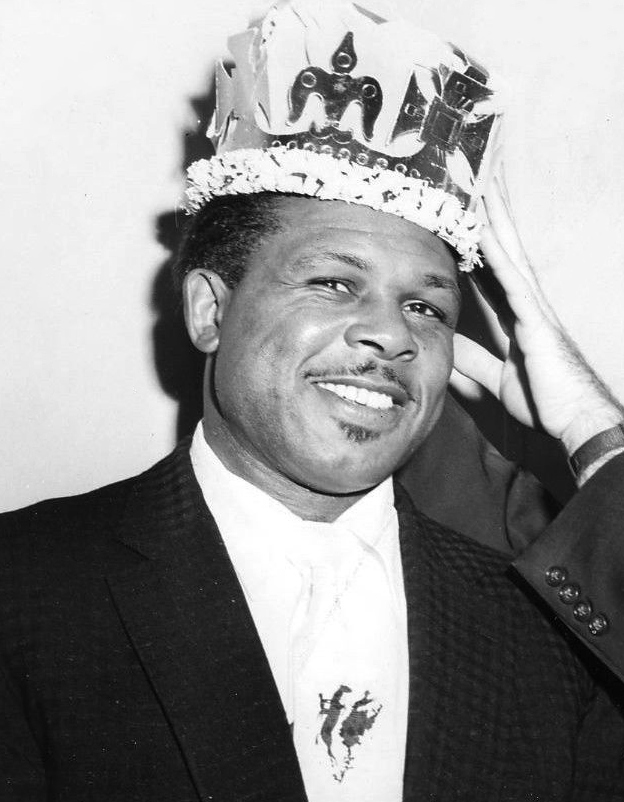
Archie Moore

Archie Moore (Benoit, 13 december 1916 – San Diego, 9 december 1998) was een Amerikaanse bokser. Hij was de wereldkampioen in het lichtzwaargewicht van december 1952 tot mei 1962, de langste periode aller tijden. Zijn carrière duurde van 1935 tot 1963. Moore, bijgenaamd The Mongoose, stond bekend als een zeer strategische en defensieve bokser. Na zijn pensionering was hij voor een korte periode trainer, waaronder van Muhammad Ali.
Moore groeide op in St. Louis, Missouri in armoede. Gedurende zijn carrière had hij veel te maken met racisme en kreeg meer dan tien jaar lang geen kans op de wereldtitel. Moore was een belangrijk figuur in de Afro-Amerikaanse gemeenschap en na zijn pensionering raakte hij betrokken bij Afro-Amerikaanse doelen. Hij was ook te zien als acteur in televisie en film. Moore stierf in zijn huis in San Diego, Californië op 81-jarige leeftijd.